# Heinrich Sahrhage
Heinrich Hermann Dietrich Sahrhage (* 21. April 1892 in Hamburg; † 23. Mai 1969 ebenda) war ein deutscher Pädagoge.

## Leben und Wirken
Heinrich Sahrhage studierte an der Universität Kiel und lehrte ab 1915, am Anfang als Hilfslehrer, an der Oberrealschule vor dem Holstentor in Hamburg. Nach der Promotion erhielt er dort als Kandidat des Höheren Lehramts eine feste Stelle, die er bis zur Pensionierung 1957 innehatte. Sahrhage hatte eine Lehrberechtigung für Zoologie, Botanik, Chemie, Mineralogie und Geografie und arbeitete dort später als Oberlehrer und Oberstudienrat, bis er 1957 in Pension ging. Danach leitete er die Verwaltung des Schullandheims und übernahm einen Lehrauftrag.
Seit Beginn seiner Lehrtätigkeit griff Sahrhage Ideen der Reformpädagogik und Jugendbewegung auf, die an der Oberrealschule verfolgt wurden. Er etablierte Wandertage und ab 1919 mehrtägige Aufenthalte seiner Klassen außerhalb Hamburgs. Er setzte sich für einen Schulverein ein, der 1921 gegründet wurde. 1922 kaufte der Verein ein altes Bauernhaus in Hoisdorf, aus dem ein erstes Schullandheim entstand. Ab 1955 trug es den Titel „Dr.-Heinrich-Sage-Heim“.
In den Folgejahren entwickelte sich Sahrhage zum bekanntesten Vertreter der deutschen Schullandheimbewegung. 1925 wurde er Vorsitzender der 1924 gegründeten Arbeitsgemeinschaft Hamburger Schulheime und Vorstandsmitglied des Reichsbunds der deutschen Schullandheime, für den er bis 1945 tätig war. 1937 trat er der NSDAP bei. Während des Zweiten Weltkriegs war er Schulbeauftragter und Schulinspekteur und ab 1940 verantwortlich für die Organisation der erweiterten Kinderlandverschickung Hamburger Schüler. Nach Kriegsende setzte er sich gemeinsam mit der Schulbehörde für den Neuaufbau von Schullandheimen in Hamburg ein.
Sahrhage, der ab 1950 Erster Vorsitzender des Verbandes deutscher Schullandheime war, publizierte mehrere Schriftenreihen zur Bewegung der Schullandheime. Er arbeitete in vielen wohltätigen Organisation wie dem Deutschen Paritätischen Wohlfahrtsverband und im Deutschen Jugendgesundheitsdienst mit. Zudem übernahm er die Leitung der Hamburger Sommerferienaktion, in deren Rahmen 2500 Kinder aus Hamburg die Ferien in Schullandheimen verbringen konnten.

## Ehrungen
1958 erhielt Sahrhage von der Stadt Hamburg die Medaille für treue Arbeit im Dienste des Volkes und 1961 das Bundesverdienstkreuz 1. Klasse für seine Verdienste für die Schullandheimbewegung.